# 鳥取県道272号智頭停車場線
鳥取県道272号智頭停車場線（とっとりけんどう272ごう ちずていしゃじょうせん）は、鳥取県八頭郡智頭町を通る、かつて存在した一般県道である。

## 概要
八頭郡智頭町大字智頭のJR西日本因美線・智頭急行智頭線 智頭駅前から国道53号に至る。2012年（平成24年）7月10日、鳥取県告示第499号により廃止され、智頭町道3705号河原町線になった。

### 路線データ
- 起点：鳥取県八頭郡智頭町大字智頭（JR西日本因美線・智頭急行智頭線 智頭駅前）
- 終点：鳥取県八頭郡智頭町大字智頭（備前橋交差点、国道53号交点）
- 総延長：0.6 km

## 路線状況

### 道路施設

#### 橋梁
- 備前橋（千代川、八頭郡智頭町）

## 地理

### 通過していた自治体
- 鳥取県
  - 八頭郡智頭町

### 交差していた道路
| 交差していた道路        | 交差していた場所 | 交差していた場所    |
| ----------------------- | ---------------- | ------------------- |
| 国道53号 国道373号 重複 | 大字智頭         | 備前橋交差点 / 終点 |

### 沿線
- JR西日本因美線・智頭急行智頭線 智頭駅
- 智頭町役場
- 千代川